# Валь-д’Ор Форёрс
«Валь-д’Ор Форёрс» (фр. Foreurs de Val-d'Or) — молодёжный хоккейный клуб, базирующийся в городе Валь-д’Ор, в регионе Абитиби — Темискаминг, Квебек, Канада. Выступает в Главной юниорской хоккейной лиге Квебека (QMJHL), входящей в Канадскую хоккейную лигу (CHL). Команда была основана для участия в сезоне 1993–94. Дословный перевод названия «Val-d'Or Foreurs» — «Долина бурильщиков золота»; это название отсылает к буровым работам, связанным с добычей и разведкой полезных ископаемых, которые являются основным источником рабочей силы в этом районе. Команда трижды выигрывала Жиль Курто Трофи, в 1998, 2001 и 2014 годах.

## Известные игроки
- Марко Сканделла
- Брэд Маршан
- Энтони Манта
- Роберто Луонго
- Крис Летанг
- Стефан Вейё
- Жан-Пьер Дюмон
- Стив Бежен
- Николя Обе-Кюбель
- Райан Грейвс
- Патрик Бордело